# Apple Icon Image
Das Grafikformat Apple Icon Image (ICNS) wurde von Apple entwickelt und dient dazu, Symbole für Anwendungen unter macOS zu speichern. Es ist das Pendant zum ICO-Format unter Microsoft Windows und dem XBM- bzw. XPM-Format unter X11.
Seit macOS Big Sur gilt das Format als veraltet und sollte von Entwicklern nicht mehr verwendet werden. Moderne Anwendungen sollten Icons in verschiedenen Größen im PNG-Format ohne Interlacing als sogenannte Assets bereitstellen. Dieses Verfahren wird auch in UWP- und Android-Apps genutzt.